# Antepione ligata
Antepione ligata là một loài bướm đêm trong họ Geometridae.